# Pedrosa de Duero
Pedrosa de Duero – gmina w Hiszpanii, w prowincji Burgos, w Kastylii i León, o powierzchni 69,86 km². W 2011 roku gmina liczyła 472 mieszkańców.